# جون ليهي
جون ليهي (بالإنجليزية: John Leahy)‏ هو لاعب كرة قدم أسترالية أسترالي، ولد في 7 مارس 1941 في غيلونغ في أستراليا، وتوفي في 23 نوفمبر 1980 في North Melbourne ‏ في أستراليا.

## وصلات خارجية
- جون ليهي على موقع AustralianFootball.com (الإنجليزية)
- جون ليهي على موقع AFLtables.com (الإنجليزية)